# Johannes Stricker
Johannes Stricker (auch latinisiert: Stricerius; * um 1540 wahrscheinlich in Grube (Holstein); † 23. Januar 1599 in Lübeck) war ein lutherischer Pastor und Dramatiker.

## Leben
Johannes Stricker war ein Sohn des gleichnamigen ehemaligen Abts des Cismarer Benediktinerklosters, der sich 1532 der Reformation anschloss, heiratete und 1544 Pastor der St.-Jürgen-Kirche von Grube wurde. Nach dem Besuch des Katharineums zu Lübeck und kurzem Studium an der Universität Wittenberg wurde Stricker 1561 ordiniert, als er vom Amtmann Benedikt von Ahlefeldt als Prediger an die Kirche des im selben Jahr aufgelösten Klosters in Cismar berufen wurde. 1579 übernahm er das Pastorat in Grube von seinem jüngeren Bruder Jeremias Stricker († 1588), der die Stelle nach dem Tod des Vaters 1566 bekommen hatte und nun nach Lütjenburg wechselte, und zog in das 1569 erbaute Pfarrhaus, das sich heute im Schleswig-Holsteinischen Freilichtmuseum in Molfsee befindet. 1576 findet sich seine Unterschrift unter dem Bedenken der zum Gottorfer Anteil des Herzogtums Holstein gehörenden Geistlichen gegen die Konkordienformel.
In seinem Amt wurde er mit den Ausschweifungen und Übergriffen des holsteinischen Adels konfrontiert, die noch zunahmen, als das Amt Cismar 1576 an Detlef von Rantzau auf Kletkamp verpfändet wurde. Stricker war durch seine in Predigten und Schriften offen geäußerte Kritik den Nachstellungen der Adligen ausgesetzt. 1584 flüchtete er in die Reichsstadt Lübeck, wo er 1587 eine Predigtstelle an der Burgkirche erhielt.
Im selben Jahr erschien sein bedeutendstes Werk in der Druckerei von Johann Balhorn, das mittelniederdeutsche Drama De düdesche Schlömer (Der deutsche Flegel). Das Stück, das Stricker dem Bischof von Lübeck, Eberhard von Holle, widmete, gilt sowohl als ein bedeutendes Sprachdenkmal des Mittelniederdeutschen als auch als eine originelle Bearbeitung des Jedermann-Stoffes. Zugleich ist es die Umsetzung der reformatorischen, insbesondere melanchthonischen Rechtfertigungslehre in dramatische Aktion.
Außer einem weiteren Drama, das nur in einer hochdeutschen Übersetzung erhalten ist: Von dem erbärmlichen Falle Adams und Evens, gibt es noch Hinweise auf ein nicht erhaltenes Erbauungsbuch Strickers zu Luthers Katechismus.

## Ausgaben
- Johannes Bolte (Hrsg.): De düdesche Schlömer: Ein niederdeutsches Drama (1584). Soltau, Norden/Leipzig 1889 (Drucke des Vereins für niederdeutsche Sprachforschung; 3)
- Heinrich Schmidt-Barrien: De dütsche Slömer: neuniederdeutsche Fassung des Dramas von Johannes Stricker, dem Original gegenübergestellt. Mit einer Einleitung von Ulf Bichel. Edition Herodot, Göttingen 1984 ISBN 3-88694-511-1 (Werkausgabe Heinrich Schmidt-Barrien, Band 10)
- Friedrich Lindemann: Dat Speel vun den rieken Mann: (free na Johannes Stricker „De düdesche Schlömer“ 1584). Theaterverlag Karl Mahnke, Verden-Aller 1949 (neuniederdeutsche Übertragung)

## Hörspiele
- 1952: De dütsche Slömer – Bearbeitung: Willy Krogmann; Regie: Hans Freundt (NWDR)
- 1952: Dat Speel von den rieken Mann – Bearbeitung und Regie: Eberhard Freudenberg (RB)